# Tour de France 2020
Tour de France 2020 (TdF2020) byl 107. ročník nejslavnějšího cyklistického závodu světa – Tour de France. Závod měl původně začít 27. června, kvůli pandemii covidu-19 byl ale závod odložen. Závodu se účastnili i dva čeští závodníci – Roman Kreuziger, pro kterého šlo již o desátou Tour, a Jan Hirt, který jel nejslavnější závod poprvé. V nominaci byl i Zdeněk Štybar, tři dny před startem ale kvůli menšímu zranění odstoupil. Obhájce trofeje, Kolumbijec Egan Bernal, odstoupil před 17. etapou.
Od 9. etapy byl v čele Slovinec Primož Roglič, který patřil mezi velké favority. V závěrečné časovce ale druhý v pořadí, Slovinec Tadej Pogačar, předvedl heroický výkon, stáhl Rogličův náskok 57 vteřin, v časovce mu nadělil téměř dvě minuty, a o 59 vteřin Tour de France vyhrál.

## Týmy
Podrobnější informace najdete v článku Seznam týmů a jezdců na Tour de France 2020
Všech 19 UCI WorldTeamů a 3 UCI ProTeamy se zúčastnili závodu. Každý tým přijel s osmi jezdci, na start tedy nastoupilo 176 jezdců.
UCI WorldTeamy
- AG2R La Mondiale
- Astana
- Bahrain–McLaren
- Bora–Hansgrohe
- CCC Team
- Cofidis
- Deceuninck–Quick-Step
- EF Pro Cycling
- Groupama–FDJ
- Israel Start-Up Nation
- Lotto–Soudal
- Mitchelton–Scott
- Movistar Team
- NTT Pro Cycling
- Ineos Grenadiers
- Team Jumbo–Visma
- Team Sunweb
- Trek–Segafredo
- UAE Team Emirates

UCI ProTeamy
- Arkéa–Samsic
- B&B Hotels–Vital Concept
- Total Direct Énergie

## Trasa a etapy
| Etapa | Datum     | Trasa                             | Délka    | Typ | Typ            | Vítěz                        |
| ----- | --------- | --------------------------------- | -------- | --- | -------------- | ---------------------------- |
| 1     | 29. srpna | Nice – Nice                       | 156 km   |     | Kopcovitá      | Alexander Kristoff (NOR)     |
| 2     | 30. srpna | Nice – Nice                       | 186 km   |     | Středně horská | Julian Alaphilippe (FRA)     |
| 3     | 31. srpna | Nice – Sisteron                   | 198 km   |     | Rovinatá       | Caleb Ewan (AUS)             |
| 4     | 1. září   | Sisteron – Orcières-Merlette      | 160,5 km |     | Kopcovitá      | Primož Roglič (SLO)          |
| 5     | 2. září   | Gap – Privas                      | 183 km   |     | Rovinatá       | Wout van Aert (BEL)          |
| 6     | 3. září   | Le Teil – Mont Aigoual            | 191 km   |     | Kopcovitá      | Alexej Lucenko (KAZ)         |
| 7     | 4. září   | Millau – Lavaur                   | 168 km   |     | Rovinatá       | Wout van Aert (BEL)          |
| 8     | 5. září   | Cazères – Loudenvielle            | 141 km   |     | Horská         | Nans Peters (FRA)            |
| 9     | 6. září   | Pau – Laruns                      | 153 km   |     | Horská         | Tadej Pogačar (SLO)          |
| 10    | 8. září   | Oléron – Île de Ré                | 168,5 km |     | Rovinatá       | Sam Bennett (IRL)            |
| 11    | 9. září   | Châtelaillon-Plage – Poitiers     | 167 km   |     | Rovinatá       | Caleb Ewan (AUS)             |
| 12    | 10. září  | Chauvigny – Sarran                | 218 km   |     | Kopcovitá      | Marc Hirschi (SUI)           |
| 13    | 11. září  | Châtel-Guyon – Puy Mary           | 191,5 km |     | Středně horská | Daniel Felipe Martínez (COL) |
| 14    | 12. září  | Clermont-Ferrand – Lyon           | 194 km   |     | Rovinatá       | Søren Kragh Andersen (DEN)   |
| 15    | 13. září  | Lyon – Col du Grand Colombier     | 174,5 km |     | Horská         | Tadej Pogačar (SLO)          |
| 16    | 15. září  | La Tour-du-Pin – Villard-de-Lans  | 164 km   |     | Horská         | Lennard Kämna (GER)          |
| 17    | 16. září  | Grenoble – Méribel/Col de la Loze | 170 km   |     | Horská         | Miguel Ángel López (COL)     |
| 18    | 17. září  | Méribel – La Roche-sur-Foron      | 175 km   |     | Horská         | Michał Kwiatkowski (POL)     |
| 19    | 18. září  | Bourg-en-Bresse – Champagnole     | 166,5 km |     | Rovinatá       | Søren Kragh Andersen (DEN)   |
| 20    | 19. září  | Lure – Planina krásných dívek     | 36,2 km  |     | Horská časovka | Tadej Pogačar (SLO)          |
| 21    | 20. září  | Mantes-la-Jolie – Paříž           | 122 km   |     | Rovinatá       | Sam Bennett (IRL)            |

## Průběžné pořadí
| Etapa               | Link                | Vítěz etapy            | Celková klasifikace               | Bodovací soutěže             | Vrchařská soutěž               | Mladý jezdec               | Soutěž týmů               | Nejaktivnější jezdec              |
| ------------------- | ------------------- | ---------------------- | --------------------------------- | ---------------------------- | ------------------------------ | -------------------------- | ------------------------- | --------------------------------- |
| 1.                  | zde                 | Alexander Kristoff     | Alexander Kristoff                | Alexander Kristoff           | Fabien Grellier                | Mads Pedersen              | Trek–Segafredo            | Michael Schär                     |
| 2.                  | zde                 | Julian Alaphilippe     | Julian Alaphilippe                | Alexander Kristoff           | Benoît Cosnefroy               | Marc Hirschi               | Trek–Segafredo            | Benoît Cosnefroy                  |
| 3.                  | zde                 | Caleb Ewan             | Julian Alaphilippe                | Peter Sagan                  | Benoît Cosnefroy               | Marc Hirschi               | Trek–Segafredo            | Jérôme Cousin                     |
| 4.                  | zde                 | Primož Roglič          | Julian Alaphilippe                | Peter Sagan                  | Benoît Cosnefroy               | Tadej Pogačar              | EF Pro Cycling            | Krists Neilands                   |
| 5.                  | zde                 | Wout van Aert          | Adam Yates                        | Sam Bennett                  | Benoît Cosnefroy               | Tadej Pogačar              | EF Pro Cycling            | Wout Poels                        |
| 6.                  | zde                 | Alexey Lutsenko        | Adam Yates                        | Sam Bennett                  | Benoît Cosnefroy               | Tadej Pogačar              | EF Pro Cycling            | Nicolas Roche                     |
| 7.                  | zde                 | Wout van Aert          | Adam Yates                        | Peter Sagan                  | Benoît Cosnefroy               | Egan Bernal                | EF Pro Cycling            | Daniel Oss                        |
| 8.                  | zde                 | Nans Peters            | Adam Yates                        | Peter Sagan                  | Benoît Cosnefroy               | Egan Bernal                | EF Pro Cycling            | Nans Peters                       |
| 9.                  | zde                 | Tadej Pogačar          | Primož Roglič                     | Peter Sagan                  | Benoît Cosnefroy               | Egan Bernal                | Movistar Team             | Marc Hirschi                      |
| 10.                 | zde                 | Sam Bennett            | Primož Roglič                     | Sam Bennett                  | Benoît Cosnefroy               | Egan Bernal                | Movistar Team             | Stefan Küng                       |
| 11.                 | zde                 | Caleb Ewan             | Primož Roglič                     | Sam Bennett                  | Benoît Cosnefroy               | Egan Bernal                | Movistar Team             | Mathieu Ladagnous                 |
| 12.                 | zde                 | Marc Hirschi           | Primož Roglič                     | Sam Bennett                  | Benoît Cosnefroy               | Egan Bernal                | Movistar Team             | Marc Hirschi                      |
| 13.                 | zde                 | Daniel Felipe Martínez | Primož Roglič                     | Sam Bennett                  | Benoît Cosnefroy               | Tadej Pogačar              | EF Pro Cycling            | Maximilian Schachmann             |
| 14.                 | zde                 | Søren Kragh Andersen   | Primož Roglič                     | Sam Bennett                  | Benoît Cosnefroy               | Tadej Pogačar              | EF Pro Cycling            | Stefan Küng                       |
| 15.                 | zde                 | Tadej Pogačar          | Primož Roglič                     | Sam Bennett                  | Benoît Cosnefroy               | Tadej Pogačar              | Movistar Team             | Pierre Roland                     |
| 16.                 | zde                 | Lennard Kämna          | Primož Roglič                     | Sam Bennett                  | Benoît Cosnefroy               | Tadej Pogačar              | Movistar Team             | Richard Carapaz                   |
| 17.                 | zde                 | Miguel Ángel López     | Primož Roglič                     | Sam Bennett                  | Tadej Pogačar                  | Tadej Pogačar              | Movistar Team             | Julian Alaphilippe                |
| 18.                 | zde                 | Michał Kwiatkowski     | Primož Roglič                     | Sam Bennett                  | Richard Carapaz                | Tadej Pogačar              | Movistar Team             | Marc Hirschi                      |
| 19.                 | zde                 | Søren Kragh Andersen   | Primož Roglič                     | Sam Bennett                  | Richard Carapaz                | Tadej Pogačar              | Movistar Team             | Rémi Cavagna                      |
| 20.                 | zde                 | Tadej Pogačar          | Tadej Pogačar                     | Sam Bennett                  | Tadej Pogačar                  | Tadej Pogačar              | Movistar Team             | neuděleno                         |
| 21.                 | zde                 | Sam Bennett            | Tadej Pogačar                     | Sam Bennett                  | Tadej Pogačar                  | Tadej Pogačar              | Movistar Team             | neuděleno                         |
| Konečné pořadí 2020 | Konečné pořadí 2020 | Konečné pořadí 2020    | Celková klasifikace Tadej Pogačar | Bodovací soutěže Sam Bennett | Vrchařská soutěž Tadej Pogačar | Mladý jezdec Tadej Pogačar | Soutěž týmů Movistar Team | Nejaktivnější jezdec Marc Hirschi |

## Konečné pořadí

### Celkové pořadí
| Poř. | Jezdec             | Tým               | Čas         |
| ---- | ------------------ | ----------------- | ----------- |
| 1.   | Tadej Pogačar      | UAE Team Emirates | 87h 20′ 05″ |
| 2.   | Primož Roglič      | Team Jumbo–Visma  | + 59″       |
| 3.   | Richie Porte       | Trek–Segafredo    | + 3′ 30″    |
| 4.   | Mikel Landa        | Bahrain–McLaren   | + 5′ 58″    |
| 5.   | Enric Mas          | Movistar Team     | + 6′ 07″    |
| 6.   | Miguel Ángel López | Astana Pro Team   | + 6′ 47″    |
| 7.   | Tom Dumoulin       | Team Jumbo–Visma  | + 7′ 48″    |
| 8.   | Rigoberto Uran     | EF Pro Cycling    | + 8′ 02″    |
| 9.   | Adam Yates         | Mitchelton–Scott  | + 9′ 25″    |
| 10.  | Damiano Caruso     | Bahrain–McLaren   | + 14′ 03″   |

### Bodovací soutěž
| Poř. | Jezdec               | Tým                      | Body |
| ---- | -------------------- | ------------------------ | ---- |
| 1.   | Sam Bennett          | Deceuninck–Quick-Step    | 380  |
| 2.   | Peter Sagan          | Bora–Hansgrohe           | 284  |
| 3.   | Matteo Trentin       | CCC Team                 | 260  |
| 4.   | Bryan Coquard        | B&B Hotels–Vital Concept | 181  |
| 5.   | Wout van Aert        | Team Jumbo–Visma         | 174  |
| 6.   | Caleb Ewan           | Lotto–Soudal             | 170  |
| 7.   | Julian Alaphilippe   | Deceuninck–Quick-Step    | 150  |
| 8.   | Tadej Pogačar        | UAE Team Emirates        | 143  |
| 9.   | Søren Kragh Andersen | Team Sunweb              | 138  |
| 10.  | Michael Mørkøv       | Deceuninck–Quick-Step    | 138  |

### Vrchařská soutěž
| Poř. | Jezdec             | Tým                      | Body |
| ---- | ------------------ | ------------------------ | ---- |
| 1.   | Tadej Pogačar      | UAE Team Emirates        | 82   |
| 2.   | Richard Carapaz    | Ineos Grenadiers         | 74   |
| 3.   | Primož Roglič      | Team Jumbo–Visma         | 67   |
| 4.   | Marc Hirschi       | Team Sunweb              | 62   |
| 5.   | Miguel Ángel López | Astana Pro Team          | 51   |
| 6.   | Benoît Cosnefroy   | AG2R La Mondiale         | 36   |
| 7.   | Pierre Roland      | B&B Hotels–Vital Concept | 36   |
| 8.   | Richie Porte       | Trek–Segafredo           | 36   |
| 9.   | Nans Peters        | AG2R La Mondiale         | 32   |
| 10.  | Lennard Kämna      | Bora–Hansgrohe           | 27   |

### Soutěž mladých jezdců
| Poř. | Jezdec                 | Tým               | Čas          |
| ---- | ---------------------- | ----------------- | ------------ |
| 1.   | Tadej Pogačar          | UAE Team Emirates | 87h 20′ 05″  |
| 2.   | Enric Mas              | Movistar Team     | + 6′ 07″     |
| 3.   | Valentin Madouas       | Groupama–FDJ      | + 1h 42′ 22″ |
| 4.   | Daniel Felipe Martínez | EF Pro Cycling    | + 1h 54′ 51″ |
| 5.   | Lennard Kämna          | Bora–Hansgrohe    | + 2h 14′ 33″ |
| 6.   | Harold Tejada          | Astana Pro Team   | + 2h 36′ 41″ |
| 7.   | Niklas Eg              | Trek–Segafredo    | + 2h 49′ 43″ |
| 8.   | Marc Hirschi           | Team Sunweb       | + 2h 51′ 29″ |
| 9.   | Neilson Powless        | EF Pro Cycling    | + 3h 02′ 48″ |
| 10.  | Pavel Sivakov          | Ineos Grenadiers  | + 4h 12′ 09″ |

### Soutěž týmů
| Poř. | Tým               | Čas          |
| ---- | ----------------- | ------------ |
| 1.   | Movistar Team     | 253h 34′ 22″ |
| 2.   | Team Jumbo–Visma  | + 18′ 31″    |
| 3.   | Bahrain–McLaren   | + 57′ 10″    |
| 4.   | EF Pro Cycling    | + 1h 16′ 43″ |
| 5.   | Ineos Grenadiers  | + 1h 30′ 58″ |
| 6.   | Trek–Segafredo    | + 1h 39′ 39″ |
| 7.   | Astana Pro Team   | + 1h 47′ 15″ |
| 8.   | AG2R La Mondiale  | + 2h 58′ 26″ |
| 9.   | UAE Team Emirates | + 3h 06′ 46″ |
| 10.  | Mitchelton–Scott  | + 3h 25′ 10″ |

## Startovní listina, pořadí
| Tým                      | #   |                    | Jméno                   |     |     |     |     |    |
| ------------------------ | --- | ------------------ | ----------------------- | --- | --- | --- | --- | -- |
| Ineos Grenadiers         | 1   | Kolumbie           | Egan Bernal             | DNF | DNF | DNF | DNF | 5  |
| Ineos Grenadiers         | 2   | Kostarika          | Andrey Amador           | 77  | 101 | O   | X   | 5  |
| Ineos Grenadiers         | 3   | Ekvádor            | Richard Carapaz         | 13  | 21  | 2   | X   | 5  |
| Ineos Grenadiers         | 4   | Španělsko          | Jonathan Castroviejo    | DNF | DNF | DNF | X   | 5  |
| Ineos Grenadiers         | 5   | Polsko             | Michał Kwiatkowski      | 30  | 43  | 13  | X   | 5  |
| Ineos Grenadiers         | 6   | Spojené království | Luke Rowe               | 129 | 65  | O   | X   | 5  |
| Ineos Grenadiers         | 7   | Rusko              | Pavel Sivakov           | 87  | 78  | O   | 10  | 5  |
| Ineos Grenadiers         | 8   | Nizozemsko         | Dylan van Baarle        | 59  | 96  | O   | X   | 5  |
| Team Jumbo–Visma         | 11  | Slovinsko          | Primož Roglič           | 2   | 12  | 3   | X   | 2  |
| Team Jumbo–Visma         | 12  | Nový Zéland        | George Bennett          | 34  | 126 | O   | X   | 2  |
| Team Jumbo–Visma         | 13  | Norsko             | Amund Grøndahl Jansen   | 128 | 130 | O   | X   | 2  |
| Team Jumbo–Visma         | 14  | Nizozemsko         | Tom Dumoulin            | 7   | 41  | O   | X   | 2  |
| Team Jumbo–Visma         | 15  | Nizozemsko         | Robert Gesink           | 42  | 118 | 41  | X   | 2  |
| Team Jumbo–Visma         | 16  | USA                | Sepp Kuss               | 15  | 54  | 12  | X   | 2  |
| Team Jumbo–Visma         | 17  | Německo            | Tony Martin             | 118 | 111 | O   | X   | 2  |
| Team Jumbo–Visma         | 18  | Belgie             | Wout van Aert           | 20  | 5   | 45  | X   | 2  |
| Bora–Hansgrohe           | 21  | Slovensko          | Peter Sagan             | 84  | 2   | O   | X   | 15 |
| Bora–Hansgrohe           | 22  | Německo            | Emanuel Buchmann        | 38  | O   | O   | X   | 15 |
| Bora–Hansgrohe           | 23  | Rakousko           | Felix Großschartner     | 63  | 70  | 52  | X   | 15 |
| Bora–Hansgrohe           | 24  | Německo            | Lennard Kämna           | 33  | 16  | 10  | 5   | 15 |
| Bora–Hansgrohe           | 25  | Rakousko           | Gregor Mühlberger       | DNF | DNF | DNF | X   | 15 |
| Bora–Hansgrohe           | 26  | Itálie             | Daniel Oss              | 105 | 19  | O   | X   | 15 |
| Bora–Hansgrohe           | 27  | Rakousko           | Lukas Pöstlberger       | DNF | DNF | DNF | X   | 15 |
| Bora–Hansgrohe           | 28  | Německo            | Maximilian Schachmann   | 57  | 20  | 27  | X   | 15 |
| AG2R La Mondiale         | 31  | Francie            | Romain Bardet           | DNF | DNF | DNF | X   | 8  |
| AG2R La Mondiale         | 32  | Francie            | Mikaël Cherel           | 26  | 123 | O   | X   | 8  |
| AG2R La Mondiale         | 33  | Francie            | Benoît Cosnefroy        | 116 | 51  | 6   | 17  | 8  |
| AG2R La Mondiale         | 34  | Francie            | Pierre Latour           | DNF | DNF | DNF | X   | 8  |
| AG2R La Mondiale         | 35  | Belgie             | Oliver Naesen           | 61  | 48  | O   | X   | 8  |
| AG2R La Mondiale         | 36  | Francie            | Nans Peters             | 65  | 56  | 9   | X   | 8  |
| AG2R La Mondiale         | 37  | Francie            | Clément Venturini       | 104 | 40  | O   | X   | 8  |
| AG2R La Mondiale         | 38  | Francie            | Alexis Vuillermoz       | 35  | 103 | O   | X   | 8  |
| Deceuninck–Quick-Step    | 41  | Francie            | Julian Alaphilippe      | 36  | 7   | 15  | X   | 18 |
| Deceuninck–Quick-Step    | 42  | Dánsko             | Kasper Asgreen          | 114 | 46  | 39  | 16  | 18 |
| Deceuninck–Quick-Step    | 43  | Irsko              | Sam Bennett             | 138 | 1   | O   | X   | 18 |
| Deceuninck–Quick-Step    | 44  | Francie            | Rémi Cavagna            | 113 | 36  | 46  | 15  | 18 |
| Deceuninck–Quick-Step    | 45  | Belgie             | Tim Declercq            | 127 | 129 | O   | X   | 18 |
| Deceuninck–Quick-Step    | 46  | Belgie             | Dries Devenyns          | 90  | 74  | O   | X   | 18 |
| Deceuninck–Quick-Step    | 47  | Lucembursko        | Bob Jungels             | 43  | 104 | O   | X   | 18 |
| Deceuninck–Quick-Step    | 48  | Dánsko             | Michael Mørkøv          | 130 | 10  | O   | X   | 18 |
| Groupama–FDJ             | 51  | Francie            | Thibaut Pinot           | 29  | 94  | O   | X   | 11 |
| Groupama–FDJ             | 52  | Francie            | William Bonnet          | DNF | DNF | DNF | X   | 11 |
| Groupama–FDJ             | 53  | Francie            | David Gaudu             | DNF | DNF | DNF | DNF | 11 |
| Groupama–FDJ             | 54  | Švýcarsko          | Stefan Küng             | DNF | DNF | DNF | X   | 11 |
| Groupama–FDJ             | 55  | Francie            | Matthieu Ladagnous      | 94  | 81  | 59  | X   | 11 |
| Groupama–FDJ             | 56  | Francie            | Valentin Madouas        | 27  | 83  | 22  | 3   | 11 |
| Groupama–FDJ             | 57  | Francie            | Rudy Molard             | 39  | O   | O   | X   | 11 |
| Groupama–FDJ             | 58  | Švýcarsko          | Sébastien Reichenbach   | 24  | 42  | 38  | X   | 11 |
| Bahrain–McLaren          | 61  | Španělsko          | Mikel Landa             | 4   | 37  | 24  | X   | 3  |
| Bahrain–McLaren          | 62  | Španělsko          | Pello Bilbao            | 16  | 82  | 17  | X   | 3  |
| Bahrain–McLaren          | 63  | Itálie             | Damiano Caruso          | 10  | 53  | 43  | X   | 3  |
| Bahrain–McLaren          | 64  | Itálie             | Sonny Colbrelli         | 93  | 72  | O   | X   | 3  |
| Bahrain–McLaren          | 65  | Rakousko           | Marco Haller            | 143 | 106 | O   | X   | 3  |
| Bahrain–McLaren          | 66  | Slovinsko          | Matej Mohorič           | 76  | O   | O   | X   | 3  |
| Bahrain–McLaren          | 67  | Nizozemsko         | Wout Poels              | 110 | O   | 56  | X   | 3  |
| Bahrain–McLaren          | 68  | Španělsko          | Rafael Valls            | DNF | DNF | DNF | X   | 3  |
| EF Pro Cycling           | 71  | Kolumbie           | Rigoberto Uran          | 8   | 59  | O   | X   | 4  |
| EF Pro Cycling           | 72  | Itálie             | Alberto Bettiol         | 62  | 64  | O   | X   | 4  |
| EF Pro Cycling           | 73  | Spojené království | Hugh Carthy             | 37  | 131 | 62  | X   | 4  |
| EF Pro Cycling           | 74  | Kolumbie           | Sergio Higuita          | DNF | DNF | DNF | DNF | 4  |
| EF Pro Cycling           | 75  | Belgie             | Jens Keukeleire         | 89  | 128 | O   | X   | 4  |
| EF Pro Cycling           | 76  | Kolumbie           | Daniel Felipe Martínez  | 28  | 38  | 25  | 4   | 4  |
| EF Pro Cycling           | 77  | USA                | Neilson Powless         | 56  | 29  | 23  | 9   | 4  |
| EF Pro Cycling           | 78  | USA                | Tejay van Garderen      | 91  | 121 | O   | X   | 4  |
| Arkéa–Samsic             | 81  | Kolumbie           | Nairo Quintana          | 17  | 60  | 44  | X   | 12 |
| Arkéa–Samsic             | 82  | Kolumbie           | Winner Anacona          | 66  | 112 | O   | X   | 12 |
| Arkéa–Samsic             | 83  | Francie            | Warren Barguil          | 14  | 45  | 40  | X   | 12 |
| Arkéa–Samsic             | 84  | Francie            | Kévin Ledanois          | 102 | 105 | 55  | X   | 12 |
| Arkéa–Samsic             | 85  | Kolumbie           | Dayer Quintana          | 95  | O   | O   | X   | 12 |
| Arkéa–Samsic             | 86  | Itálie             | Diego Rosa              | DNF | DNF | DNF | X   | 12 |
| Arkéa–Samsic             | 87  | Francie            | Clément Russo           | 133 | 125 | 60  | 20  | 12 |
| Arkéa–Samsic             | 88  | Spojené království | Connor Swift            | 106 | 97  | O   | 14  | 12 |
| Movistar Team            | 91  | Španělsko          | Alejandro Valverde      | 12  | 73  | O   | X   | 1  |
| Movistar Team            | 92  | Itálie             | Dario Cataldo           | 80  | 116 | O   | X   | 1  |
| Movistar Team            | 93  | Španělsko          | Imanol Erviti           | 74  | 69  | O   | X   | 1  |
| Movistar Team            | 94  | Španělsko          | Enric Mas               | 5   | 50  | 11  | 2   | 1  |
| Movistar Team            | 95  | Portugalsko        | Nelson Oliveira         | 55  | 100 | O   | X   | 1  |
| Movistar Team            | 96  | Španělsko          | José Joaquín Rojas      | 70  | O   | O   | X   | 1  |
| Movistar Team            | 97  | Španělsko          | Marc Soler              | 21  | 57  | 28  | X   | 1  |
| Movistar Team            | 98  | Španělsko          | Carlos Verona           | 19  | 62  | 20  | X   | 1  |
| Trek–Segafredo           | 101 | Austrálie          | Richie Porte            | 3   | 26  | 8   | X   | 6  |
| Trek–Segafredo           | 102 | Dánsko             | Niklas Eg               | 51  | O   | O   | 7   | 6  |
| Trek–Segafredo           | 103 | Francie            | Kenny Elissonde         | 25  | 107 | O   | X   | 6  |
| Trek–Segafredo           | 104 | Nizozemsko         | Bauke Mollema           | DNF | DNF | DNF | X   | 6  |
| Trek–Segafredo           | 105 | Dánsko             | Mads Pedersen           | 124 | 17  | O   | 18  | 6  |
| Trek–Segafredo           | 106 | Lotyšsko           | Toms Skujiņš            | 81  | 39  | 18  | X   | 6  |
| Trek–Segafredo           | 107 | Belgie             | Jasper Stuyven          | 71  | 18  | O   | X   | 6  |
| Trek–Segafredo           | 108 | Belgie             | Edward Theuns           | 119 | 49  | 48  | X   | 6  |
| CCC Team                 | 111 | Belgie             | Greg Van Avermaet       | 50  | 15  | 33  | X   | 14 |
| CCC Team                 | 112 | Itálie             | Alessandro De Marchi    | 100 | O   | O   | X   | 14 |
| CCC Team                 | 113 | Německo            | Simon Geschke           | 48  | 35  | 19  | X   | 14 |
| CCC Team                 | 114 | Česko              | Jan Hirt                | 67  | O   | O   | X   | 14 |
| CCC Team                 | 115 | Německo            | Jonas Koch              | 125 | 120 | O   | X   | 14 |
| CCC Team                 | 116 | Švýcarsko          | Michael Schär           | 69  | 76  | 49  | X   | 14 |
| CCC Team                 | 117 | Itálie             | Matteo Trentin          | 79  | 3   | O   | X   | 14 |
| CCC Team                 | 118 | Rusko              | Ilnur Zakarin           | DNF | DNF | DNF | X   | 14 |
| Cofidis                  | 121 | Francie            | Guillaume Martin        | 11  | 44  | 37  | X   | 13 |
| Cofidis                  | 122 | Itálie             | Simone Consonni         | 112 | 75  | O   | X   | 13 |
| Cofidis                  | 123 | Francie            | Nicolas Edet            | 49  | 58  | 42  | X   | 13 |
| Cofidis                  | 124 | Španělsko          | Jesús Herrada           | 44  | 27  | 14  | X   | 13 |
| Cofidis                  | 125 | Francie            | Christophe Laporte      | 107 | 61  | O   | X   | 13 |
| Cofidis                  | 126 | Francie            | Anthony Perez           | DNF | DNF | DNF | X   | 13 |
| Cofidis                  | 127 | Francie            | Pierre-Luc Périchon     | 86  | 92  | O   | X   | 13 |
| Cofidis                  | 128 | Itálie             | Elia Viviani            | 135 | 33  | O   | X   | 13 |
| UAE Team Emirates        | 131 | Slovinsko          | Tadej Pogačar           | 1   | 8   | 1   | 1   | 9  |
| UAE Team Emirates        | 132 | Itálie             | Fabio Aru               | DNF | DNF | DNF | X   | 9  |
| UAE Team Emirates        | 133 | Španělsko          | David De La Cruz        | 72  | 77  | 47  | X   | 9  |
| UAE Team Emirates        | 134 | Itálie             | Davide Formolo          | DNF | DNF | DNF | X   | 9  |
| UAE Team Emirates        | 135 | Norsko             | Alexander Kristoff      | 132 | 11  | O   | X   | 9  |
| UAE Team Emirates        | 136 | Norsko             | Vegard Stake Laengen    | 82  | O   | O   | X   | 9  |
| UAE Team Emirates        | 137 | Itálie             | Marco Marcato           | 111 | 110 | O   | X   | 9  |
| UAE Team Emirates        | 138 | Slovinsko          | Jan Polanc              | 40  | O   | O   | X   | 9  |
| Astana Pro Team          | 141 | Kolumbie           | Miguel Ángel López      | 6   | 31  | 5   | X   | 7  |
| Astana Pro Team          | 142 | Španělsko          | Omar Fraile             | 60  | 85  | 32  | X   | 7  |
| Astana Pro Team          | 143 | Kanada             | Hugo Houle              | 47  | 68  | O   | X   | 7  |
| Astana Pro Team          | 144 | Španělsko          | Gorka Izagirre          | 22  | 89  | 31  | X   | 7  |
| Astana Pro Team          | 145 | Španělsko          | Ion Izagirre            | DNF | DNF | DNF | X   | 7  |
| Astana Pro Team          | 146 | Kazachstán         | Alexej Lucenko          | 46  | 34  | 29  | X   | 7  |
| Astana Pro Team          | 147 | Španělsko          | Luis León Sánchez       | 32  | 91  | O   | X   | 7  |
| Astana Pro Team          | 148 | Kolumbie           | Harold Tejada           | 45  | 127 | O   | 6   | 7  |
| Lotto–Soudal             | 151 | Austrálie          | Caleb Ewan              | 144 | 6   | O   | X   | 22 |
| Lotto–Soudal             | 152 | Belgie             | Steff Cras              | DNF | DNF | DNF | DNF | 22 |
| Lotto–Soudal             | 153 | Belgie             | Jasper De Buyst         | 142 | 113 | O   | X   | 22 |
| Lotto–Soudal             | 154 | Belgie             | Thomas De Gendt         | 52  | 84  | 30  | X   | 22 |
| Lotto–Soudal             | 155 | Německo            | John Degenkolb          | DNF | DNF | DNF | X   | 22 |
| Lotto–Soudal             | 156 | Belgie             | Frederik Frison         | 145 | O   | O   | X   | 22 |
| Lotto–Soudal             | 157 | Belgie             | Philippe Gilbert        | DNF | DNF | DNF | X   | 22 |
| Lotto–Soudal             | 158 | Španělsko          | Roger Kluge             | 146 | 114 | O   | X   | 22 |
| Mitchelton–Scott         | 161 | Spojené království | Adam Yates              | 9   | 24  | 36  | X   | 10 |
| Mitchelton–Scott         | 162 | Nový Zéland        | Jack Bauer              | 83  | 109 | O   | X   | 10 |
| Mitchelton–Scott         | 163 | Nový Zéland        | Sam Bewley              | DNF | DNF | DNF | X   | 10 |
| Mitchelton–Scott         | 164 | Kolumbie           | Esteban Chaves          | 23  | 90  | O   | X   | 10 |
| Mitchelton–Scott         | 165 | Jižní Afrika       | Daryl Impey             | 97  | 93  | O   | X   | 10 |
| Mitchelton–Scott         | 166 | Dánsko             | Christopher Juul-Jensen | 99  | 115 | O   | X   | 10 |
| Mitchelton–Scott         | 167 | Slovinsko          | Luka Mezgec             | 88  | 13  | O   | X   | 10 |
| Mitchelton–Scott         | 168 | Španělsko          | Mikel Nieve             | DNF | DNF | DNF | X   | 10 |
| Israel Start-Up Nation   | 171 | Irsko              | Dan Martin              | 41  | 63  | 21  | X   | 19 |
| Israel Start-Up Nation   | 172 | Německo            | André Greipel           | DNF | DNF | DNF | X   | 19 |
| Israel Start-Up Nation   | 173 | Belgie             | Ben Hermans             | 68  | 86  | 53  | X   | 19 |
| Israel Start-Up Nation   | 174 | Francie            | Hugo Hofstetter         | 115 | 25  | O   | X   | 19 |
| Israel Start-Up Nation   | 175 | Lotyšsko           | Krists Neilands         | 85  | 88  | 50  | X   | 19 |
| Israel Start-Up Nation   | 176 | Izrael             | Guy Niv                 | 139 | O   | O   | X   | 19 |
| Israel Start-Up Nation   | 177 | Německo            | Nils Politt             | 120 | 47  | 57  | X   | 19 |
| Israel Start-Up Nation   | 178 | Belgie             | Tom Van Asbroeck        | 98  | 117 | O   | X   | 19 |
| Team TotalEnergies       | 181 | Itálie             | Niccolò Bonifazio       | 141 | 30  | 61  | X   | 21 |
| Team TotalEnergies       | 182 | Francie            | Mathieu Burgaudeau      | 131 | 66  | 51  | 19  | 21 |
| Team TotalEnergies       | 183 | Francie            | Lilian Calmejane        | DNF | DNF | DNF | X   | 21 |
| Team TotalEnergies       | 184 | Francie            | Jérôme Cousin           | DNF | DNF | DNF | X   | 21 |
| Team TotalEnergies       | 185 | Francie            | Fabien Grellier         | 117 | 80  | 35  | X   | 21 |
| Team TotalEnergies       | 186 | Francie            | Romain Sicard           | 31  | 108 | O   | X   | 21 |
| Team TotalEnergies       | 187 | Francie            | Geoffrey Soupe          | 123 | 102 | O   | X   | 21 |
| Team TotalEnergies       | 188 | Francie            | Anthony Turgis          | 108 | 79  | O   | X   | 21 |
| NTT Pro Cycling          | 191 | Itálie             | Giacomo Nizzolo         | DNF | DNF | DNF | X   | 20 |
| NTT Pro Cycling          | 192 | Norsko             | Edvald Boasson Hagen    | 101 | 23  | O   | X   | 20 |
| NTT Pro Cycling          | 193 | Jižní Afrika       | Ryan Gibbons            | 121 | 98  | O   | X   | 20 |
| NTT Pro Cycling          | 194 | Rakousko           | Michael Gogl            | DNF | DNF | DNF | X   | 20 |
| NTT Pro Cycling          | 195 | Dánsko             | Michael Valgren         | 73  | 119 | O   | X   | 20 |
| NTT Pro Cycling          | 196 | Česko              | Roman Kreuziger         | 109 | 122 | O   | X   | 20 |
| NTT Pro Cycling          | 197 | Itálie             | Domenico Pozzovivo      | DNF | DNF | DNF | X   | 20 |
| NTT Pro Cycling          | 198 | Německo            | Max Walscheid           | 134 | 67  | O   | X   | 20 |
| Team Sunweb              | 201 | Belgie             | Tiesj Benoot            | 75  | 52  | 58  | X   | 17 |
| Team Sunweb              | 202 | Německo            | Nikias Arndt            | 126 | 95  | O   | X   | 17 |
| Team Sunweb              | 203 | Nizozemsko         | Cees Bol                | 140 | 22  | O   | 22  | 17 |
| Team Sunweb              | 204 | Švýcarsko          | Marc Hirschi            | 54  | 14  | 4   | 8   | 17 |
| Team Sunweb              | 205 | Dánsko             | Søren Kragh Andersen    | 58  | 9   | 34  | X   | 17 |
| Team Sunweb              | 206 | Nizozemsko         | Joris Nieuwenhuis       | 103 | O   | O   | 13  | 17 |
| Team Sunweb              | 207 | Dánsko             | Casper Pedersen         | 92  | 71  | O   | 11  | 17 |
| Team Sunweb              | 208 | Irsko              | Nicolas Roche           | 64  | 55  | 26  | X   | 17 |
| B&B Hotels–Vital Concept | 211 | Francie            | Bryan Coquard           | 122 | 4   | O   | X   | 16 |
| B&B Hotels–Vital Concept | 212 | Francie            | Cyril Barthe            | 96  | 124 | O   | 12  | 16 |
| B&B Hotels–Vital Concept | 213 | Francie            | Maxime Chevalier        | 136 | O   | O   | 21  | 16 |
| B&B Hotels–Vital Concept | 214 | Belgie             | Jens Debusschere        | DNF | DNF | DNF | X   | 16 |
| B&B Hotels–Vital Concept | 215 | Francie            | Cyril Gautier           | 78  | 87  | 54  | X   | 16 |
| B&B Hotels–Vital Concept | 216 | Francie            | Quentin Pacher          | 53  | 32  | 16  | X   | 16 |
| B&B Hotels–Vital Concept | 217 | Francie            | Kévin Reza              | 137 | 99  | O   | X   | 16 |
| B&B Hotels–Vital Concept | 218 | Francie            | Pierre Rolland          | 18  | 28  | 7   | X   | 16 |

DNF – nedokončil, X – jezdec mimo kategorii, O – bez bodů v dané kategorii
|  | Celkové pořadí        |
|  | Bodovací soutěž       |
|  | Vrchařská soutěž      |
|  | Nejlepší mladý jezdec |
|  | Týmová soutěž         |